# Talavera de la Reina
Talavera de la Reina – miasto w środkowej Hiszpanii, w prowincji Toledo, w regionie Kastylia-La Mancha, nad rzeką Tag. Około 90 tys. mieszkańców.
Iberyjska Ebura, później rzymska Caesarobriga. W VIII w. zajęta przez Arabów, w 1085 odzyskana przez króla Alfonsa VI Kastylijskiego. W epoce wojen napoleońskich, w dniach 27–28 lipca 1809 w bitwie pod Talavera de la Reyna wojska sojusznicze brytyjsko-portugalsko-hiszpańskie, dowodzone przez A. Wellesleya Wellingtona, odniosły zwycięstwo nad Francuzami.
W mieście znajdował się most przez Tag wzniesiony w średniowieczu w miejscu jeszcze starszej przeprawy z czasów antycznych, jednak runął podczas powodzi w marcu 2025 r.
W mieście rozwinął się przemysł ceramiczny, spożywczy oraz włókienniczy.

## Miasta partnerskie
- Radom
- Faenza
- Santiago del Estero
- Bron
- Puebla
- Plasencia
- Talavera de la Reyna
- Daira de Güelta